# Schwalbe V
Schwalbe V war der Deckname eines nationalsozialistischen Geheimobjekts nahe der Stadt Berga/Elster in Thüringen. Zwischen November 1944 und April 1945 legten hier Tausende Arbeiter, darunter Häftlinge aus dem KZ Buchenwald, Stollensysteme für den Betrieb eines unterirdischen Hydrierwerks an. Die Produktionsanlagen sind nie in Betrieb gegangen.

## Geschichte

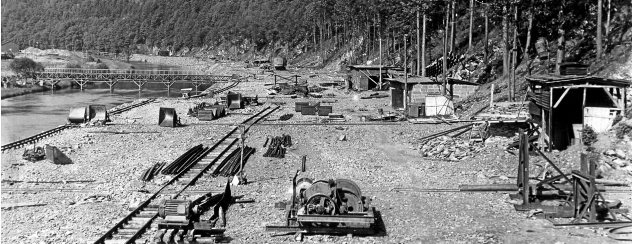
Verlassene Baustelle Schwalbe V im Mai 1945

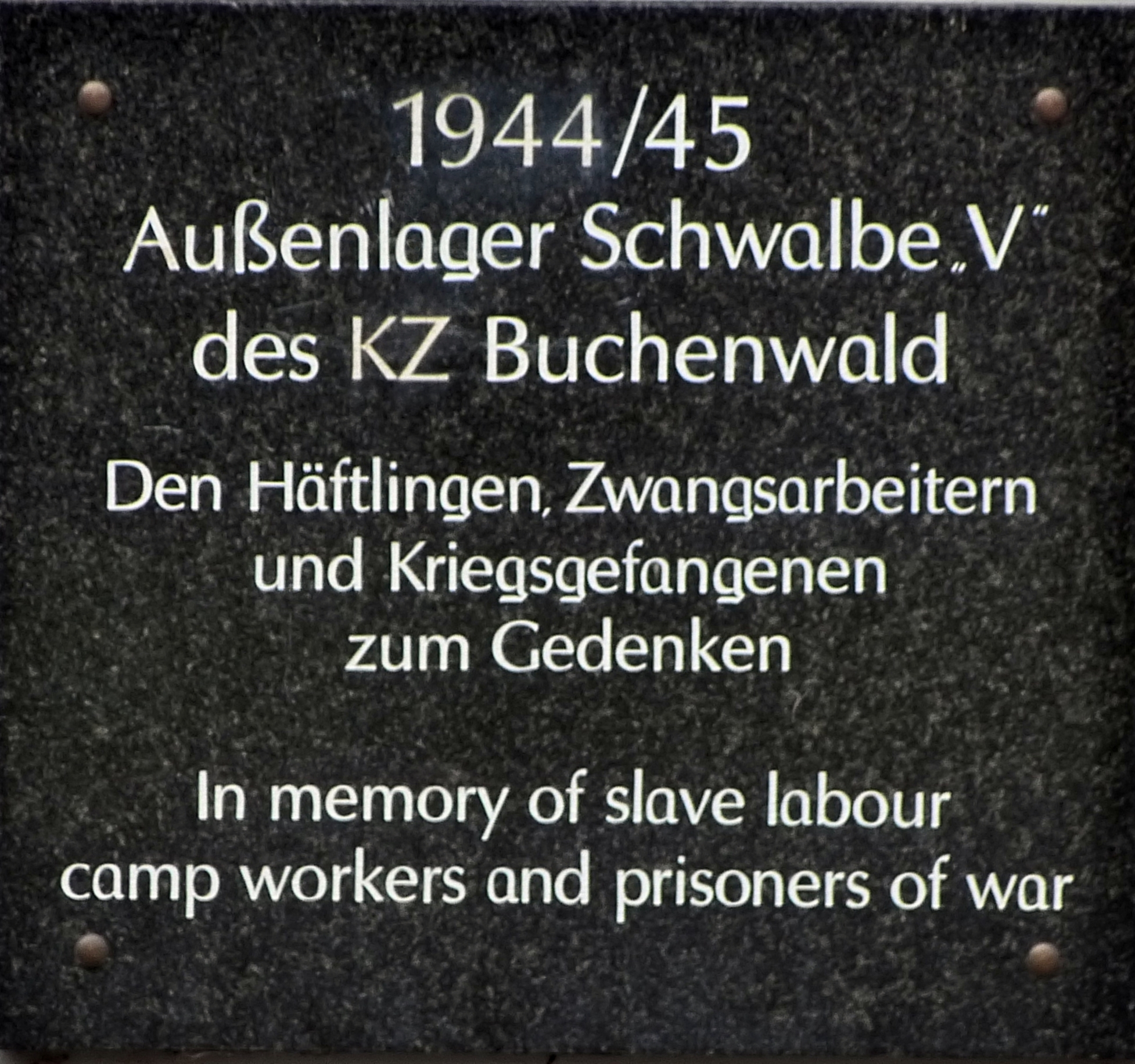
Gedenktafel zum Außenlager des KZ Buchenwald in Berga/Elster

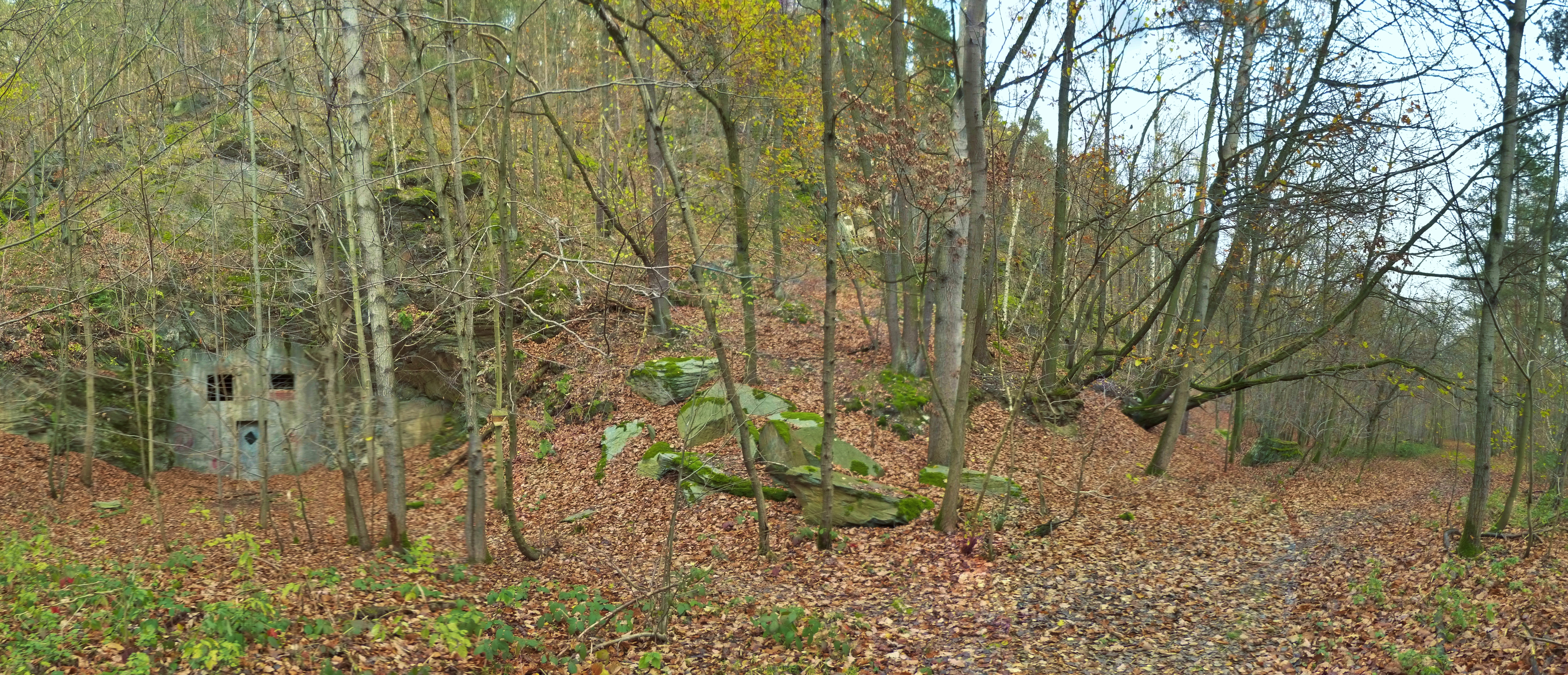
Ehemaliges Stollenmundloch der Geheimanlage Schwalbe V mit Fledermausöffnungen (2013)

Schwalbe V  war ein geheimes Bauprojekt im Rahmen des von Adolf Hitler befohlenen Mineralölsicherungsplans. Es beinhaltete den Bau eines unterirdischen Hydrierwerks in einem linksseitigen Uferhang der Weißen Elster bei Berga. Die Anlage sollte im DHD-Verfahren jährlich 100.000 Tonnen Flugbenzin (Alkylat und Isooctan) herstellen. Zur Errichtung des Werks waren neben Tausenden Bergleuten aus Sachsen und dem Rheinland Häftlinge des KZ Buchenwald sowie der Außenlager Böhlen und Tröglitz-Rehmsdorf eingesetzt. Das Bauvorhaben begann im November 1944 und war von Anbeginn ein SS-Projekt und nicht – wie bei anderen U-Verlagerungen – der Organisation Todt unterstellt. Die Finanzierung erfolgte ebenfalls durch die SS, die auch den Arbeitseinsatz der KZ-Häftlinge koordinierte.
Die Anlage sollte 17 Stollen umfassen, mit einer Tiefe von etwa 140 m und Breite von 8 bis 13,5 m. Die höchsten Stollen waren mit einer lichten Höhe von 33 m für die Hochdruckkammern vorgesehen. Für die Überdeckung wurde eine Mächtigkeit von mindestens 40 m in senkrechter Richtung geplant, um einen sicheren Schutz vor Bombenangriffen gewährleisten zu können. Zudem sah die Anlage einen Bahnanschluss von zwei Seiten vor, was den Bau eines Eisenbahntunnels erforderte, der zugleich als Verbindungstunnel für die 17 Anlagestollen dienen sollte.
Folgende wesentliche Ausrüstungen befanden sich bereits in Errichtung beziehungsweise im Einbau:
- 1 Sauerstoffanlage mit 2 Trennapparaten (U-Verlagerung aus dem Brabag-Werk Böhlen)
- 2 Winkler-Generatoren (U-Verlagerung je eine aus den Brabag-Werken Böhlen und Zeitz)
- 2 Dampfkessel (U-Verlagerung je einer aus dem Brabag-Werk Zeitz und dem Wintershall A.G. Werk Lützkendorf)
- 1 Turbine mit 15 MW (U-Verlagerung aus dem Brabag-Werk Zeitz)
- 3 Druckwasserwaschern (U-Verlagerung 1 × aus dem Brabag-Werk Zeitz und 2 × aus dem Hydrierwerk Wesseling)
- 2 Sumpfphase-Hydrierkammern (neu)
- 2 Benzinkammern (neu)
- 1 Destillationsanlage (U-Verlagerung aus dem Brabag-Werk Magdeburg)
- 1 Wasserwerk mit Grob- und Feinrechenanlagen und 24 offenen Filtern (neu)[1]

Geplante Fertigstellungstermine waren für das Wasserwerk der 1. Juni 1945 und für die anderen Betriebsanlagen der 1. August 1945. Die Arbeiten erfolgten unter strengster Geheimhaltung und unter Verwendung verschiedener Decknamen, was in der Forschung insbesondere die Ermittlung über die Anzahl der KZ-Häftlinge erschwert. So war beispielsweise Wille der Tarnname für das KZ-Außenkommando in Tröglitz-Rehmsdorf, aber auch für Schwalbe V. Neben Wille erhielt Schwalbe V noch weitere Decknamen, unter anderem Braun & Co. sowie Ingenieurbüro Horst & Co. Böhlen und C1e. Ein weiterer Tarnname lautete Arge Berga, den unter anderem die ebenfalls an der Errichtung der Anlagen beteiligten Unternehmen Hochtief aus Essen und Karl Plinke Bau-Unternehmung für Bahn- und Tiefbauten aus Berlin für Schwalbe V verwendeten.
Zeitgleich mit dem Bau der Anlagen entstand ab November 1944 in Berga das Außenkommando Schwalbe V des KZ Buchenwald. Die Häftlinge waren vorrangig im Stollenbau eingesetzt, von ihnen kamen 314 ums Leben. Mitte Februar 1945 wurden 350 US-amerikanische Kriegsgefangene von Stalag IX-B nach Berga deportiert, die zwar nicht mit den KZ-Häftlingen, sondern in einem Arbeitsdienstlager des RAD untergebracht waren, aber ebenso im Schichtdienst bergmännische Arbeiten leisten mussten. Ihrem Schicksal widmete der Oscarpreisträger Charles Guggenheim im Jahr 2001 die Filmdokumentation Berga: Soldiers of Another War.
Am 12. April 1945 wurde die Baustelle Schwalbe V offiziell geschlossen, ein Großteil der Akten und Pläne verbrannt, der Maschinenpark abtransportiert und die Lager aufgelöst. Vier Tage später, am 16. April besetzte die 89. US-Infanteriedivision die Stadt Berga. Nach gründlicher Erkundung der unterirdischen Anlagen und dem Abtransport besonderer Ausrüstungsgegenstände gaben die US-Streitkräfte am 1. Mai 1945 die Anlage für Plünderungen frei. Gemäß dem Zonenprotokoll rückten bis zum 1. Juli 1945 die US-amerikanischen Streitkräfte aus Mitteldeutschland ab und überließen das Gebiet im Tausch mit West-Berlin der Sowjetischen Besatzungsmacht. Auf deren Befehl erfolgte die Demontage und die Überführung aller bereits in Schwalbe V eingebauten technischen Anlagen zum Wiederaufbau in das Hydrierwerk Zeitz.
Am 1. Oktober 1945 übergab die SMAD das ehemalige Betriebsgelände Schwalbe V in die Verwaltung der Stadt Berga. Ein Jahr später, im Oktober 1946 folgte die Sprengung fast aller Stollenmundlöcher. Im Januar 1947 wurde die Baustelle endgültig beräumt und in landwirtschaftliche Nutzung übergeben.

## Analoge Projekte
| Schwalbe I   | Deckname Eisenkies | Deilinghofen | Nordrhein-Westfalen |
| Schwalbe II  | Deckname Eisenrose | Königstein   | Sächsische Schweiz  |
| Schwalbe III | Deckname Mondstein | Bad Schandau | Sächsische Schweiz  |
| Schwalbe IV  | Deckname Selenit   | Finnentrop   | Sauerland           |